# Přímorožec šavlorohý
Přímorožec šavlorohý (Oryx dammah) je druh přímorožce, který dříve obýval velkou část severní Afriky. V současné době se spekuluje o možnosti, že v severním Nigeru a Čadu přežívá malá populace přímorožců šavlorohých, což by vyvracelo současný názor, že je v přírodě již vyhuben.

## Popis
Přímorožec šavlorohý je v kohoutku vysoký přes jeden metr, na délku měří 1,5-2,4 m a jeho hmotnost se pohybuje kolem dvou set kilogramů. Většina srsti je zbarvena bíle, pouze krk, prsa a část obličeje je zbarvena zrzavo-hnědě. Dlouhé, tenké, hladké rohy připomínající meč, které mají obě pohlaví, mohou být i přes metr dlouhé a samci je využívají při soubojích o samice.

## Ekologie

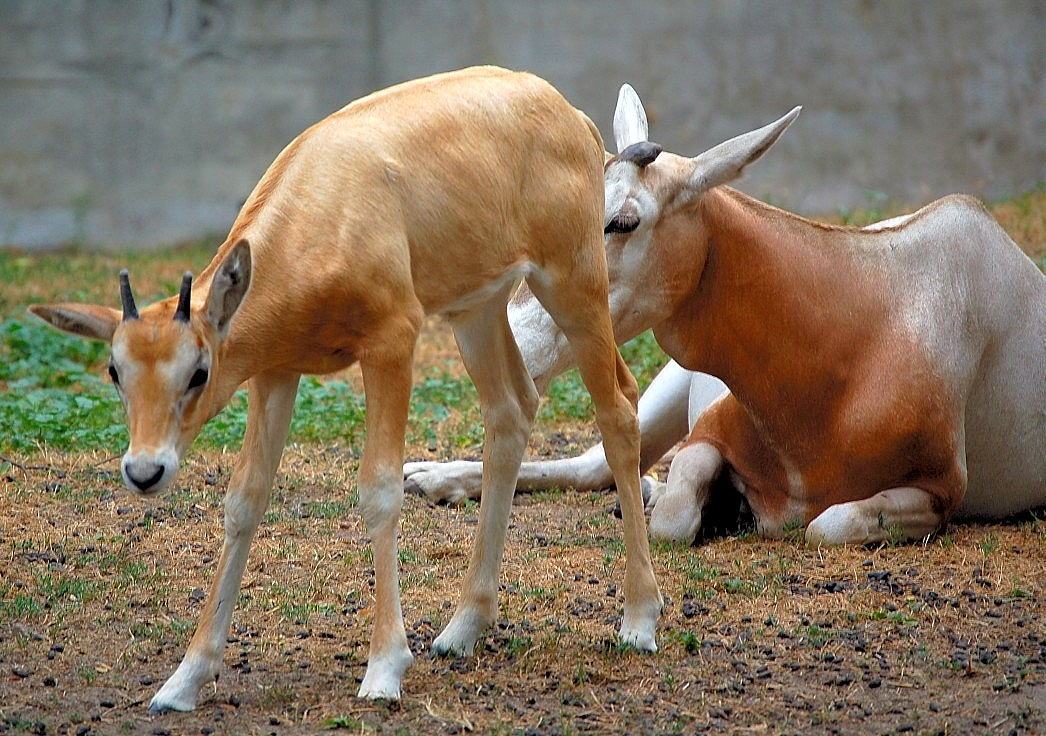
Mládě ve varšavské zoo

Přímorožec šavlorohý obývá vyprahlé stepi a pouště, kde spásá téměř všechen vegetační porost, který v těchto podmínkách roste - listy, nejrůznější rostliny, pupeny, kořínky, pokud je příležitost, rád sežere i ovoce. K životu v těchto tvrdých podmínkách má několik důležitých adaptací, které mu dovolují v těchto podmínkách přežít. Má velice výkonné ledviny, potí se, až pokud teplota přesáhne zhruba 40 °C, dokáže vydržet několik týdnů bez vody, kterou z velké části přijímá z potravy a velká kopyta mu napomáhají rozložit celou váhu zavalitého těla na měkkém písku.

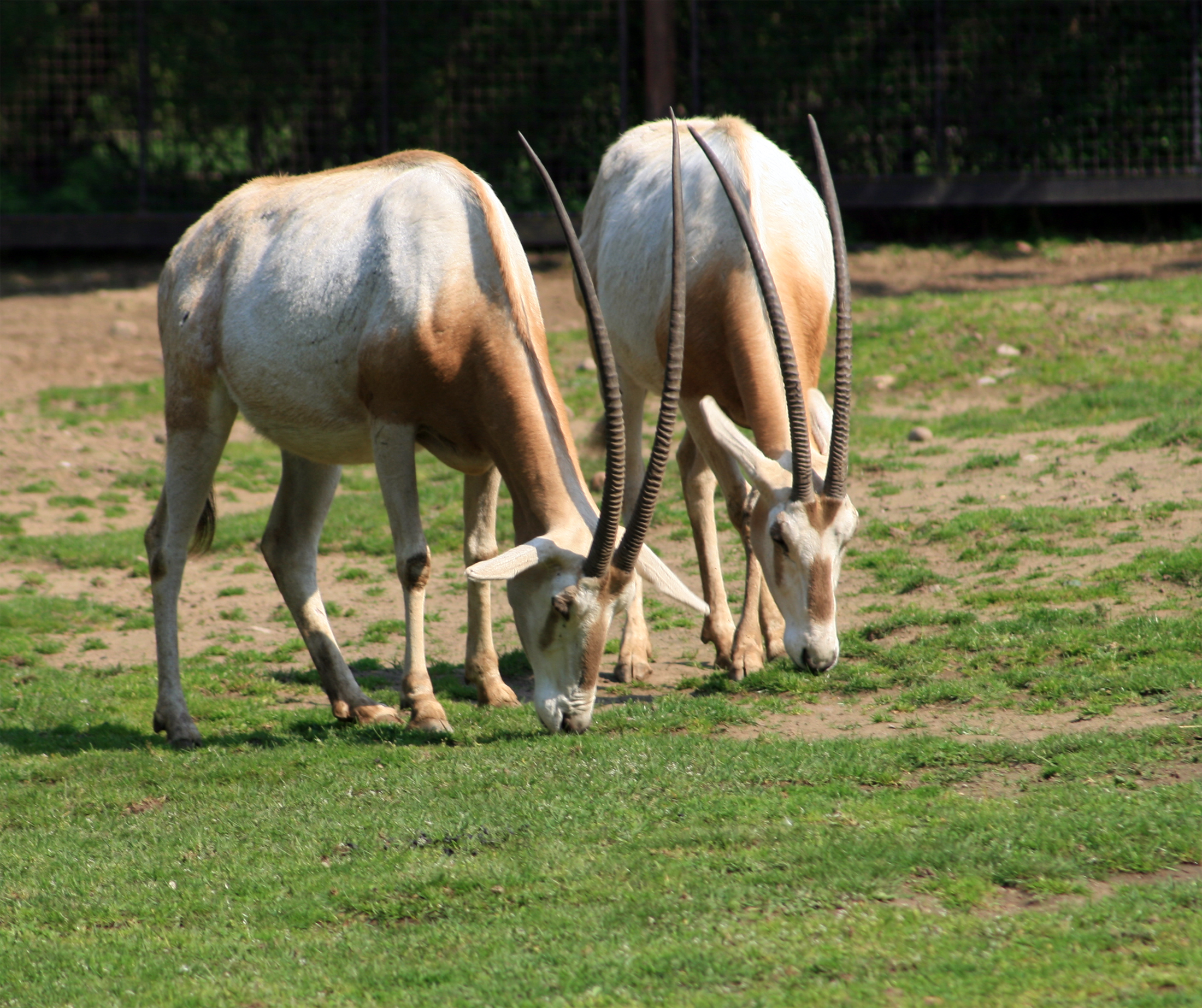
Přímorožci v pražské zoo

Žije v kočovných smíšených stádech tvořených až osmdesáti zvířaty. Při migracích, které bývají dlouhé několik stovek kilometrů, se jednotlivá stáda spojují a vytváří až několikatisícičlenné skupiny.

### Rozmnožování
V období rozmnožování spolu samci agresivně bojují o samice, přičemž využívají svých ostrých a dlouhých rohů. Dvoření je u tohoto druhu výjimečnou podívanou. Samec a samice se k sobě postaví opačným směrem a začnou kolem sebe kruhovitě běhat, přičemž samec vyčkává na samiččino svolení spářit se s ní. Pokud samice není pohlavně dospělá (pohlavní dospělosti dosahuje ve věku 2 let) a nějaký samec se jí začne dvořit, většinou začne utíkat v opačném směru než je tomu zvykem, čímž dá samcovi jasně najevo, že se pářit nemůže.
Samice se těsně před porodem, což je zhruba v osmém až devátém měsíci březosti, odpojí od stáda a o samotě a v klidu porodí jediné mládě, které po narození váží průměrně 9 až 15 kg. Samice se pár hodin poté vrací ke stádu a mládě odstavuje již ve věku 14 týdnů. V zajetí se může přímorožec šavlorohý dožít i více než 15 let.

## Ohrožení
Přímorožec šavlorohý byl nejprve loven místními domorodci pro své maso, které jim poskytovalo obživu, následující dlouhá léta pro své rohy, což jej, nebýt záchranářských opatření, dovedlo téměř jistě k zániku. Dříve byl přímorožec šavlorohý hojně rozšířeným savcem v saharských oblastech, v současnosti je v přírodě zřejmě vyhynulý, ačkoli existuje tvrzení, že malá populace ještě žije v Čadu a Nigeru.
Záchranářská opatření byla odstartována v 60. letech 20. století. V roce 1996 bylo v zoologických zahradách a parcích po celém světě chováno více než 1 250 přímorožců šavlorohých, na rančích v Texasu dalších 2 145 jedinců. Celé stádo tohoto turovitého existuje v přírodním parku v Tunisku, kde také plánují následnou reintrodukci zde odchovaných jedinců zpět do přírody.